# Джонстон (округ, Оклахома)
Округ Джонстон (англ. Johnston County) располагается в штате Оклахома, США. Официально образован в 1907 году. По состоянию на 2012 год, численность населения составляла 11 003 человека.

## География
По данным Бюро переписи США, общая площадь округа равняется 1705 км2, из которых 1669 км2 суша и 36 км2 или 2,090 % это водоёмы.

## Население
По данным переписи населения 2000 года в округе проживает 10 513 жителей в составе 4057 домашних хозяйств и 2900 семей. Плотность населения составляет 6,00 человек на км2. На территории округа насчитывается 4782 жилых строений, при плотности застройки около трёх строений на км2. Расовый состав населения: белые — 76,09 %, афроамериканцы — 1,66 %, коренные американцы (индейцы) — 15,32 %, азиаты — 0,27 %, гавайцы — 0,05 %, представители других рас — 1,24 %, представители двух или более рас — 5,38 %. Испаноязычные составляли 2,47 % населения независимо от расы.
В составе 31,30 % из общего числа домашних хозяйств проживают дети в возрасте до 18 лет, 56,60 % домашних хозяйств представляют собой супружеские пары проживающие вместе, 10,70 % домашних хозяйств представляют собой одиноких женщин без супруга, 28,50 % домашних хозяйств не имеют отношения к семьям, 25,20 % домашних хозяйств состоят из одного человека, 12,20 % домашних хозяйств состоят из престарелых (65 лет и старше), проживающих в одиночестве. Средний размер домашнего хозяйства составляет 2,53 человека, и средний размер семьи 3,02 человека.
Возрастной состав округа: 25,50 % моложе 18 лет, 9,70 % от 18 до 24, 25,00 % от 25 до 44, 24,30 % от 45 до 64 и 24,30 % от 65 и старше. Средний возраст жителя округа 38 лет. На каждые 100 женщин приходится 96,80 мужчин. На каждые 100 женщин старше 18 лет приходится 94,10 мужчин.
Средний доход на домохозяйство в округе составлял 24 592 USD, на семью — 30 292 USD. Среднестатистический заработок мужчины был 25 240 USD против 19 868 USD для женщины. Доход на душу населения составлял 13 747 USD. Около 17,80 % семей и 22,00 % общего населения находились ниже черты бедности, в том числе — 28,00 % молодёжи (тех, кому ещё не исполнилось 18 лет) и 19,30 % тех, кому было уже больше 65 лет.